# Johann Gottfried Piefke
Johann Gottfried Piefke (Skwierzyna, 9 de setembro de 1817 — Frankfurt an der Oder, 25 de janeiro de 1884) foi um maestro prussiano e compositor de marchas militares, das quais as mais conhecidas são a Preußens Gloria e Königgrätzer Marsch.

## Preußens Gloria
Preußens Gloria foi composta em 1871 para o desfile das tropas após a vitória da Prússia na Guerra franco-prussiana. Após um longo período de esquecimento, hoje ela é uma das mais conhecidas marchas militares alemãs, tocada pela Bundeswehr e por bandas de vários países.

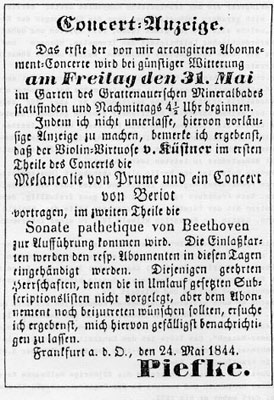
Anúncio de um concerto de Piefke, 1844